# Edmundo Suárez
Edmundo Suárez Trabanco, noto semplicemente come Mundo (Barakaldo, 22 gennaio 1916 – Valencia, 14 dicembre 1978), è stato un calciatore e allenatore di calcio spagnolo, di ruolo attaccante.

## Carriera
Cominciò a giocare per diverse squadre dilettantesche basche e fu messo sotto contratto dall'Athletic Bilbao, ma lo scoppio della Guerra civile spagnola rese nullo il contratto e lo costrinse a sospendere la carriera. Quando ricominciano i campionati fu tesserato dal Valencia, di cui divenne il miglior cannoniere della storia e con cui vinse tre volte la Liga (1941-1942, 1943-1944 e 1946-1947) e due volte la Coppa del Re (1941 e 1949). Fu per due volte Pichichi della Liga, nel 1942 e nel 1944. Dopo il periodo al Valencia giocò per un anno nell'Alcoyano e poi si dedicò alla carriera da allenatore, il cui picco fu la vittoria della Coppa del Re del 1967 sempre con il Valencia.

## Palmarès

### Giocatore

#### Club
- Coppa di Spagna: 2

Valencia: 1940-1941, 1948-1949
- Campionato spagnolo: 3

Valencia: 1941-1942, 1943-1944, 1946-1947

#### Individuale
- Pichichi della Liga: 2

1941-1942, 1943-1944

### Allenatore
- Coppa di Spagna: 1

Valencia: 1966-1967